# EURIBOR

Euribor

ユーリボー（Euribor）とは、欧州マネー・マーケット協会（EMMI）が発表している指標金利。Euro Interbank Offered Rateの略であり、欧州銀行間取引金利（おうしゅうぎんこうかんとりひききんり）と邦訳される。
欧州主要取引銀行31行が中央ヨーロッパ時間午前11時に出すスポットレート（T+2）より算出される。1999年より、Fibor（フランクフルト）、Pibor（パリ）、Helibor（ヘルシンキ）、Mibor（マドリード）等に取って代わって公表されている。
2015年より以前は欧州銀行連盟（EBF)が算出を行っていた。

## 種類
通貨はユーロであり、公表対象期間（テナー）は以下の7種類である。翌日物（オーバーナイト）金利は、Eoniaとして公表されている。
- 1週間
- 2週間
- 1か月
- 2か月
- 3か月
- 6か月
- 9か月
- 12か月

2013年10月末で廃止の公表対象期間
- 3週間
- 4、5、7、8、10、11か月

## USD Euribor
米ドルに関しても、2012年4月より公表されていたが、2013年9月より停止している。公表対象期間は以下の15種類である。
- 翌日（O/N、オーバーナイト）
- 1週間
- 2週間
- 1か月
- 2か月
- 3か月
- 4か月
- 5か月
- 6か月
- 7か月
- 8か月
- 9か月
- 10か月
- 11か月
- 12か月